# Чёрная Речка (Карелия)
Чёрная Ре́чка (карел. Pihku) — деревня в составе Коткозерского сельского поселения Олонецкого национального района Республики Карелия.

## Общие сведения
Расположена на юго-восточном берегу озера Мяйнтагайне вблизи автотрассы «Кола».

## Население
| 2002 | 2009 | 2010 | 2013 |
| ---- | ---- | ---- | ---- |
| 50   | ↘42  | ↘35  | ↘34  |